# 本家末家論争
本家末家論争（ほんけまつけろんそう）は、江戸時代の大名（近世大名）における本家・分家関係にある大名家の家格をめぐる争い。中世の惣領と庶子の所領争いや、同じ時代でもお家騒動のような実利面はさほどなく、現代の価値観では瑣末とも思えるような身分的上下・対等という形式をめぐって争われたもので、家格を重視する江戸時代に特徴的な紛争であった。

## 概要
近世大名は例外なく長子相続制をとるが、家を継がせない子に所領の一部を割いて与え（分知）、江戸幕府に正式な大名として認めてもらうことは、近世初期にしばしば行なわれた。その場合、分家側は徳川将軍家の家臣になるため、本家の家臣ではないと言えることになるが、本家の側では何かと分家を卑下しようとした。独立した大名家を興した後、両者の家格意識の高揚によって、正嫡・本末関係が論じられた。本家より本家届書の提出がされている場合、その本分家関係が幕府に承認され、一般事項や官位昇進に際して本家の届出が必要であった。本分家関係が曖昧で不明確なために未提出であった場合や、本宗家の家格が低下した後、分家・別家に宗主権が遷移した場合、庶長子や養嗣子が廃嫡され別家した場合などで論争となった。この場合、幕府より別途朱印状が発給されていることや、国絵図作成の際に分家・支藩領知を含むか否か、または、軍役の負担などが論点となった。寛延2年（1749年）の伊達氏（仙台藩・宇和島藩）の争いが著名である。

## 本家・末家関係が論じられる大名家
- 越前松平家：福井藩 - 津山藩
北荘藩主松平忠直の配流後、越後高田藩主であった同母弟忠昌が幕命により福井藩を相続。忠直嫡男の光長は忠昌の旧領であった越後高田に新たに領地を与えられた。越後騒動が起こると光長は改易・配流されたが、後に赦免された。光長の養子宣富にはのち新たに美作津山に領地が与えられた。
- 紀伊徳川家・水戸松平家：和歌山藩 - 水戸藩
水戸藩主松平頼房は寛永13年（1636年）に徳川賜姓されるまで、同じ養珠院を母とする徳川頼宣の分家扱いであった。
  - 紀伊徳川家・鷹司松平家：和歌山藩 - 吉井藩
摂関家出身の鷹司信平は徳川頼宣の次女松姫を正室として、紀州家の縁者として新たに松平家を興した。
- 水戸徳川家・高松松平家：水戸藩 - 高松藩
高松藩主松平頼重は徳川頼房の長男であるが、同じ久昌院を母とする光圀が水戸徳川家を相続した。高松松平家は御連枝としても別格で、溜詰・四品大名家となった。
- 会津松平家・保科氏：会津藩 - 飯野藩
将軍徳川秀忠の隠し子である正之は保科正光に引き取られて養育された。正光が正之を後継と定めたために、正光の養嗣子であった弟の正貞は廃嫡されたが、後に別に大名に取り立てられた。後に正之は保科氏伝来の宝物を正貞に引き渡しており、正之子孫は保科姓ではなく松平姓となっている。
- 伊達氏：仙台藩 - 宇和島藩
伊達政宗の庶長子秀宗は豊臣秀吉から偏諱を受け伊達氏惣領とされたが、徳川氏の覇権後に嫡出の次男忠宗が惣領とされた。父・政宗の大坂冬の陣参陣の功によって与えられた伊予宇和島に別家を立て独立、準国主大名となった。仙台藩が本家、宇和島藩が別家とされた。
  - 伊達氏・田村氏：仙台藩 - 一関藩
伊達忠宗の三男鈴木宗良は、祖母・愛姫の遺言により、その実家である田村氏を再興、仙台藩から分与を受けて大名に取り立てられた。
- 池田氏：岡山藩 - 鳥取藩
池田輝政の嫡男利隆と輝政継室督姫（徳川家康次女）の嫡男忠継及びその同母弟である養子忠雄が、ともに四品国主大名であった。利隆-光政-と続く岡山側が宗家であったが、忠継・忠雄は家康の外孫であるため江戸城内での儀礼は宗家より鳥取の方が格上に扱われており、通常ならば大名が江戸城に登城する際は刀を玄関前で家来に預けなくてはならなかったが、鳥取池田家は玄関の式台まで刀を持ち込むことが許された。これは御連枝や会津松平家、越前松平家の一門といった徳川一門の親藩と鳥取池田家・加賀前田家のみに許された特権だった[1]。
  - 池田氏・建部氏：岡山藩・鳥取藩 - 林田藩
豊臣政権下で尼崎郡代700石であった建部光重の子・政長は池田輝政の養女を母とする池田家縁家とされる。大坂の陣では池田利隆・忠継兄弟の幕下で戦功を挙げ、摂津尼崎1万石を与えられて大名に取り立てられた。
  - 池田氏・下間池田氏：岡山藩・鳥取藩 - 新宮藩→寄合旗本
本願寺坊官下間頼龍の子・頼広は母を池田恒興の養女とし、後に池田重利と改名した。大坂の陣では池田利隆・忠継兄弟の幕下で戦功を挙げ、摂津国川辺郡・闕郡（尼崎領）1万石を与えられ大名に取り立てられた。
- 毛利氏：萩藩 - 長府藩
毛利輝元は従弟の秀元を養嗣子としていたが、実子の秀就が生まれると、秀元に別家を立てさせた。秀就・秀元ともに幕府からは四品国主の扱いであった。
  - 毛利氏・吉川氏：萩藩 - 岩国藩
毛利輝元の従弟吉川広家は豊臣政権下では四品・侍従。以後も吉川氏は幕府より諸侯扱いを受けていたが、萩藩では独立を許さず家老扱いであった。
- 堀氏・奥田堀氏：福嶋藩 - 三条藩
従弟の堀秀政を家老として支えた奥田直政は、堀姓を与えられ、分与を受けて大名に取り立てられた。
- 井伊氏：彦根藩 - 与板藩
井伊直政の死後、嫡男の直継が相続したが、直継が病弱であることを問題視した幕府はその弟の直孝に彦根藩の相続を命じ、直継には上野安中に所領を与えた。
- 小笠原氏：小倉藩 - 安志藩
小笠原秀政とその嫡男忠脩が大坂の陣で戦死すると、忠脩の弟忠真が相続した。忠脩の死後に生まれた長次は新たに播磨龍野に所領を与えられた。
- 佐竹氏・岩城氏：久保田藩 - 亀田藩
亀田藩初代の岩城吉隆は久保田藩初代の佐竹義宣の甥であり、後に義宣の養子（佐竹義隆）となって久保田藩を相続した。領地が近接していることもあって、亀田藩は久保田藩の介入をたびたび受けた。
- 織田氏：柏原藩 - 天童藩
織田信雄の死後、その隠居領は小幡藩主織田信昌（信雄の孫）の後見人であった叔父の高長（信雄五男）が継承しようとした。これに対して信昌側は異議を唱えたが、幕府の裁定により高長の相続が認められた。
- 森氏・関氏：赤穂藩 - 三日月藩
津山藩初代・森忠政の外孫であった関長政は、兄の長継が津山藩森家を相続するにおよんで、長継から分与を受けて大名に取り立てられた。以降も両家は活発な養子関係を結んでいる。
- 南部氏：盛岡藩 - 八戸藩
南部重直の死後、その所領は幕府の裁定により二人の弟（重信、直房）に分割して与えられた。盛岡藩（重信）が本家、八戸藩（直房）が別家とされた。
- 堀田氏：佐倉藩 - 宮川藩
佐倉藩主堀田正盛は将軍徳川家光に信任されて老中となったが、長男の正信の代に幕政批判をしたとして改易、子孫は近江宮川1万石で存続した。一方、三男の正俊は春日局の養子となって大老に任じられ、子孫は佐倉藩11万石で存続した。
- 島津氏：佐土原藩 - 大隅垂水領
佐土原島津家（島津以久の三男忠興の系統）は幕府からは諸侯として扱われていたが、薩摩藩内では垂水島津家（以久の長男彰久の系統）の分家扱いであった。
- 藤堂氏・藤堂宮内家：安濃津藩 - 内分伊賀名張領
羽柴秀長の養子であった高吉（丹羽長秀の三男）は藤堂高虎の養子になったが、高虎に実子高次が誕生すると廃嫡。後に内分伊予今治から伊賀名張へ転封した。幕府によって名張家を召し出す動きがあったため、享保年間まで名張藤堂氏と本家との対立は続いた。